# Kurkowo (województwo pomorskie)
Kurkowo (do 1951 r. Szyndorf, kaszub. Kùrkowò, niem. Schöndorfz) – wieś w Polsce, w województwie pomorskim, w powiecie chojnickim, w gminie Czersk.

## Nazwa
29 stycznia 1951 r. zmieniono nazwę miejscowości z Szyndorf na Kurkowo.

## Administracja
W latach 1975–1998 miejscowość należała administracyjnie do województwa bydgoskiego.
Miejscowość wchodzi w skład sołectwa Gutowiec